# Cancer-Antigen 125
Cancer-Antigen 125 (CA-125) ist ein Tumormarker, der vor allem bei Ovarialkarzinomen, aber auch bei anderen Tumoren vor allem des Bauchraums erhöht sein kann. Der Wert wird im Serum gemessen.
Der Tumormarker CA-125 steht für das Protein Mucin-16, auch MUC-16 genannt. Hierbei handelt es sich um ein langkettiges Transmembran-Glykoprotein, das sich in coelomaten Mesothel-Zellen wie im Peritoneum, Perikard und in der Pleura findet. Daneben wird es auch von Epithel-Zellen des Müller-Gang-Systems exprimiert, wozu das Epithel des Endometriums, des inneren Gebärmutterhalses und der Eileiter gehören.
Zunächst ist eine Erhöhung des CA-125 ein unspezifischer Marker einer peritonealen Entzündung, weshalb es zur Diagnose oder Früherkennung von Tumoren nicht geeignet ist. Die Blutkonzentration dieses Wertes hängt von vielen Faktoren ab. So kann er während der Menstruation, vor der Menopause, bei Frauen mit afrikanischer oder asiatischer Abstammung höher sein, ebenso während der Schwangerschaft. Niedrigere Werte finden sich hingegen nach den Wechseljahren, bei Raucherinnen und nach einer Gebärmutterentfernung.
Bei entzündlichen Erkrankungen im Bauchraum und besonders der Eierstöcke sind die Werte ebenfalls erhöht, aber auch bei Endometriose, Uterusmyomen, Divertikulitis, und ebenso bei Lupus erythematodes oder Pleuraerguss. Das CA-125 wird gelegentlich auch als Biomarker für erfolgreiche Schwangerschaften bei Frauen mit gehäuften Fehlgeburten eingesetzt.
Da der Wert für CA-125 jedoch auch bei Tumoren vor allem der Eierstöcke erhöht ist, und mit steigender Tumormasse und Metastasierung zunimmt, eignet es sich gut als Tumormarker zur Verlaufsbeobachtung und Therapiekontrolle, jedoch nicht zur Diagnostik oder Früherkennung. Er ist nicht nur bei fortgeschrittenem Eierstockkrebs erhöht, sondern auch bei anderen bösartigen Tumoren des Endometrium, der Eileiter, der Lunge, der Brust und des Gastrointestinaltrakts.